# MGB 81
Le MGB 81  est un Motor Gun Boat (en) de la Royal Navy, construit en 1942 et ayant participé à diverses opérations durant la Seconde Guerre mondiale.

Il est le seul survivant de ce type de navire de guerre dans son aspect original. Il est exposé comme navire musée au Musée maritime de Portsmouth.

Ce bâtiment est inscrit au registre du National Historic Ships  depuis 1996 et il est aussi l'un des nombreux bateaux de la National Historic Fleet.

## Histoire
Le MGB 81 a été réalisé par la British Power Boat Company (en) (BPB) en collaboration avec l'Amirauté britannique durant la Seconde Guerre mondiale. 105 unités de ce type de Motor Launch ont été construits et certains ont été achevés comme torpilleurs à moteur). Sa coque est en acajou sur des cadres du même bois. Mis en construction le 16 décembre 1941, il a  été lancé le 26 juin 1942  et a atteint une vitesse de plus de 38 nœuds en essai à Southampton . 

Le 11 juillet 1942 il a été mis en service au sein du HMS Bee, base des forces côtières à Weymouth, puis a rejoint la 8ème flottille MGB à Dartmouth en août 1942. Il a participé à plusieurs opérations : destruction d'un chalutier armé allemand au large de Guernesey et d'autres au large de la Hollande après avoir rejoint la base de Felixtowe. En avril 1943, la flottille est retournée à Darmouth, et le MGB 81 a été réaménagé à Brightlingsea du 29 avril au 20 mai. En juin 1943, il a été endommagé par collision avec le MGB 115 et a été réparé à Poole. Les 11 et 12 septembre, il a de nouveau subi des dégâts lorsqu'il a été atteint par des batteries côtières au cap de la Hague. 
À la fin septembre 1943, le bateau a été renuméroté MTB 416, comme torpilleur rapide, et il a reçu deux tubes lance-torpille de 18 pouces en plus de ses mitrailleuses. Il a intégré la 1ère flottille MTB à Ramsgate en octobre 1943 avant de retourner à Dartmouth. 
MTB 416 a été réaménagé à Poole durant le premier trimestre 1944 et engagé contre les sous-marins allemands. Endommagé, il est réparé avant de prendre part au débarquement de Normandie au départ de sa nouvelle base de Gosport entre le 6 et 20 juin 1944.

Dans la nuit du 23 au 24 juin, il a été impliqué dans une attaque contre un convoi allemand quittant Cherbourg. Dans la nuit du 18 au 19 juillet, il a subi des tirs de R-boots allemands au large du cap d'Antifer, sa coque a été endommagée et il est retourné à Poole pour réparation. 
En septembre 1944, la base de la flottille a changé pour Lowestoft et sa dernière action fut le 14 février 1945 à Ostende. Le 27 avril 1945, il a été mis en réserve à Poole. Le 2 octobre 1845, MTB 416 devait être détruit mais il a été vendu plus tard. 
En 1958, le navire  a été saisi par des douaniers de Shoreham-by-Sea pendant une opération de contrebande. Il a été vendu pour être utilisé comme navire d'hébergement pour une école de voile à Hardway et renommé Jolly Roger. En 1964, il a été revendu pour devenir le houseboat Cresta, également à Hardway. 
En 1984, il a été remorqué à Burlesdon sur la rivière Hamble, et en 1988, il a été acheté pour subir une restauration qui lui redonnerait son aspect d'origine. Le 17 septembre 1998, il a été acheté et sa reconstruction effective s'est effectuée sur le site de la British Military Powerboat Trust à Marchwood entre 1999 et 2002. Les moteurs à essence étant trop coûteux à l'usage, trois moteurs diesel turbo de 1.000 cv V-12 ont été réinstallés, lui donnant une vitesse maximale estimée à 45 nœuds. 

Depuis la fin de 2009, MGB 81 est basé à Portsmouth, à la suite de son acquisition par la Portsmouth Naval Base Property Trust, au Portsmouth Historic Dockyards (en).